# Línea 156 (Montevideo)

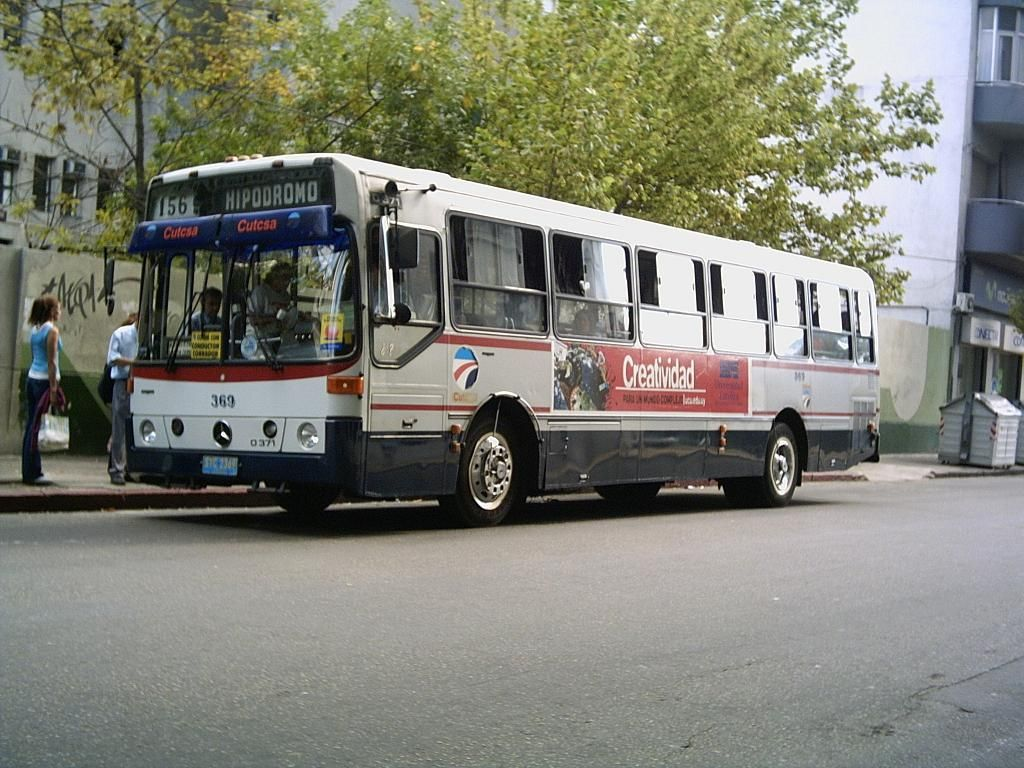
Histórica unidad Mercedes Benz en la línea 156.

La línea 156 es una línea de ómnibus urbana de Montevideo, que une la Ciudadela con el Hipódromo de Maroñas.

## Recorridos
Circula por los barrios Ciudad Vieja, Centro, Cordón, Cordón Norte, La Aguada, Arroyo Seco, Reducto, Brazo Oriental, Atahualpa, Aires Puros, Cerrito de la Victoria, Barrio Cóppola, Las Acacias y finalmente Marconi.
| LÍNEA 156 |

| IDA Desde Terminal Ciudadela - Juncal - Piedras - Cerro Largo - Florida - Mercedes - Avenida Daniel Fernández Crespo - Avenida de las Leyes - Batoví - Yatay - Avenida San Martín - Chimborazo - Juan Rosas - Rancagua - Juan Acosta - Gregorio Pérez - José A. Possolo - Torricelli - Niágara - Timbúes. - Avenida General Flores - Hipódromo IDA Desde Aduana - Juan Lindolfo Cuestas - Buenos Aires - Liniers - San José - Andes - Mercedes, a su ruta habitual... | VUELTA - Timbúes - Avenida Gral. Flores - Enrique Castro - Torricelli - Carreras Nacionales - Gregorio Pérez - Juan Acosta - Rancagua - Juan Rosas - Chimborazo - Avenida San Martín - Avenida Agraciada - Avda de las Leyes - Madrid - Magallanes - Miguelete - Arenal Grande - Av. Uruguay - 25 de Mayo - Juncal Terminal Ciudadela VUELTA Hacia Aduana Por su ruta habitual hasta Av. Uruguay por: - Juncal - Cerrito - Colón - 25 de Mayo - Juan Lindolfo Cuestas |

## Destinos intermedios
IDA Y VUELTA
- Palacio Legislativo